# Vergassovaïta
La vergassovaïta o vergasovaïta és un mineral de la classe dels sulfats. Rep el seu nom de Lidia Vergassova (1941-), de l'Institut de Vulcanologia de l'Acadèmia Russa de les Ciències.

## Característiques
La vergassovaïta és un sulfat de fórmula química Cu₃O(MoO₄)(SO₄). Va ser aprovada com a espècie vàlida per l'Associació Mineralògica Internacional l'any 1998. Cristal·litza en el sistema ortoròmbic. La seva duresa a l'escala de Mohs es troba entre 4 i 5.
Segons la classificació de Nickel-Strunz, la vergassovaïta pertany a «07.BB: Sulfats (selenats, etc.) amb anions addicionals, sense H₂O, amb cations de mida mitjana» juntament amb els següents minerals: caminita, hauckita, antlerita, dolerofanita, brochantita, klebelsbergita, schuetteïta, paraotwayita, xocomecatlita, pauflerita i grandviewita.

## Formació i jaciments
Va ser descoberta a la fumarola Treschina, al segon con d'escòria de l'avanç nord de la "Gran erupció fissural" del volcà Tolbàtxik, que es troba a l'óblast de Kamtxatka, al districte Federal de l'Extrem Orient, Rússia. Es tracta de l'únic indret on ha estat trobada aquesta espècie mineral.